# La enfermedad blanca
La enfermedad blanca es una obra de teatro escrita por Karel Čapek en 1937. El drama advierte contra el surgimiento del fascismo y nazismo y este fue uno de los motivos por lo que su autor fue perseguido por la Gestapo.

## Argumento
El país en que se desarrolla la historia está controlado por un dictador llamado solo ‘el mariscal‘. Es un caudillo que quiere declarar la guerra a todos los países vecinos y con su rétorica persuade a toda la nación a apoyarlo (una alegoría de Adolf Hitler). La economía del país se dirige hacia la industria militar y la guerra está a punto de empezar. 
Mientras tanto, el mundo afronta una nueva enfermedad desconocida. Llamada la enfermedad blanca, es una pandemia incurable que afecta a todas las personas mayores de 40 años y se trasmite por contacto físico. Después de contraer la enfermedad, manchas blancas aparecen en la piel de la víctima y esta muere unos meses después. La pandemia viene también al país del mariscal donde un doctor llamado Galeno (una referencia al antiguo médico romano) inventa una cura. Sin embargo, Galeno no publica la fórmula de su remedio y solo la usa para curar a los pobres. En cuanto a los ricos, el pacifista Galeno promete ayudarles solo si hacen todo lo que pueden para detener y prevenir la guerra.  
El barón Krüg, el dueño de la fábrica de armas más grande del país, y amigo íntimo del mariscal, también contrae la enfermedad y se disfraza de pobre para engañar a Galeno. No obstante, el doctor lo reconoce y rechaza curarlo aunque el mariscal mismo le amenaza con detenerlo si no lo hace. Al final, el desesperado Krüg pide al mariscal que detenga la producción de armas, pero él le ordena aumentar la producción y, para saludarlo, le estrecha la mano para mostrar su intrepidez hacia la enfermedad. El barón termina suicidándose y al mariscal le alegra, porque ya no tiene que sentirse mal por no ayudar a su amigo.  
Como el resto de altos funcionarios del estado temen la enfermedad, el mariscal no está seguro de su lealtad y decide atacar un país vecino sin declarar la guerra. Durante su discurso a la gente del país, el horrorizado mariscal nota que también contagió de la enfermedad. Su hija y el hijo del barón lo convencen para aceptar las condiciones de Galeno y detener la guerra. El mariscal promete olvidar sus ambiciones y llama al doctor Galeno para traer la cura. Sin embargo, cuando este llega, es pisoteado y matado por la turba de gente que acabó de escuchar al discurso del mariscal. La cura que trae el doctor es derramada y con su muerte, ya no queda nadie que sepa producir más. 
Aparte del argumento principal, la obra también representa desarrollo de caracteres de una familia típica a través de la historia. Al principio, el padre está contento por la enfermedad ya que gracias a la muerte de su jefe asciende a un puesto superior. Sin embargo, eso cambia cuando la madre se infecta y el doctor Galeno quiere obligarlo a usar su posición para impedir la guerra. El padre no puede elegir entre su puesto y la vida de su esposa y proclama a Galeno un malvado. Mientras, sus hijos esperan con ilusión la muerte de sus padres y alaban la enfermedad, porque a ellos no les puede afectar. 

## Personajes
El doctor Galeno – un hombre silencioso, honesto y humilde que padeció la guerra y arriesga su vida y la de los ricos para mantener la paz 
El mariscal – un dictador nacionalista que está firmamente decidido a liderar su país a guerra y apoderarse de todos los estados que pueda derrotar 
El doctor Sigelius – un jefe arrogante de la clínica más grande del país, su única motivación es el dinero y la fama, envidia el éxito que Galeno tiene en curar, quiere ser renombrado por ayudar a la invención de la cura aunque no tiene ningún mérito 
El barón Krüg – propietario de la fábrica de armas más grande, apoya al mariscal, pero al afrontar la muerte quiere usar cualquier medio para salvar su vida 

## Adaptación al cine
En 1937 se realizó una película del mismo nombre, dirigida y protagonizada por Hugo Haas.
- Datos: Q3562484
- Multimedia: The White Disease / Q3562484